# Плэттер

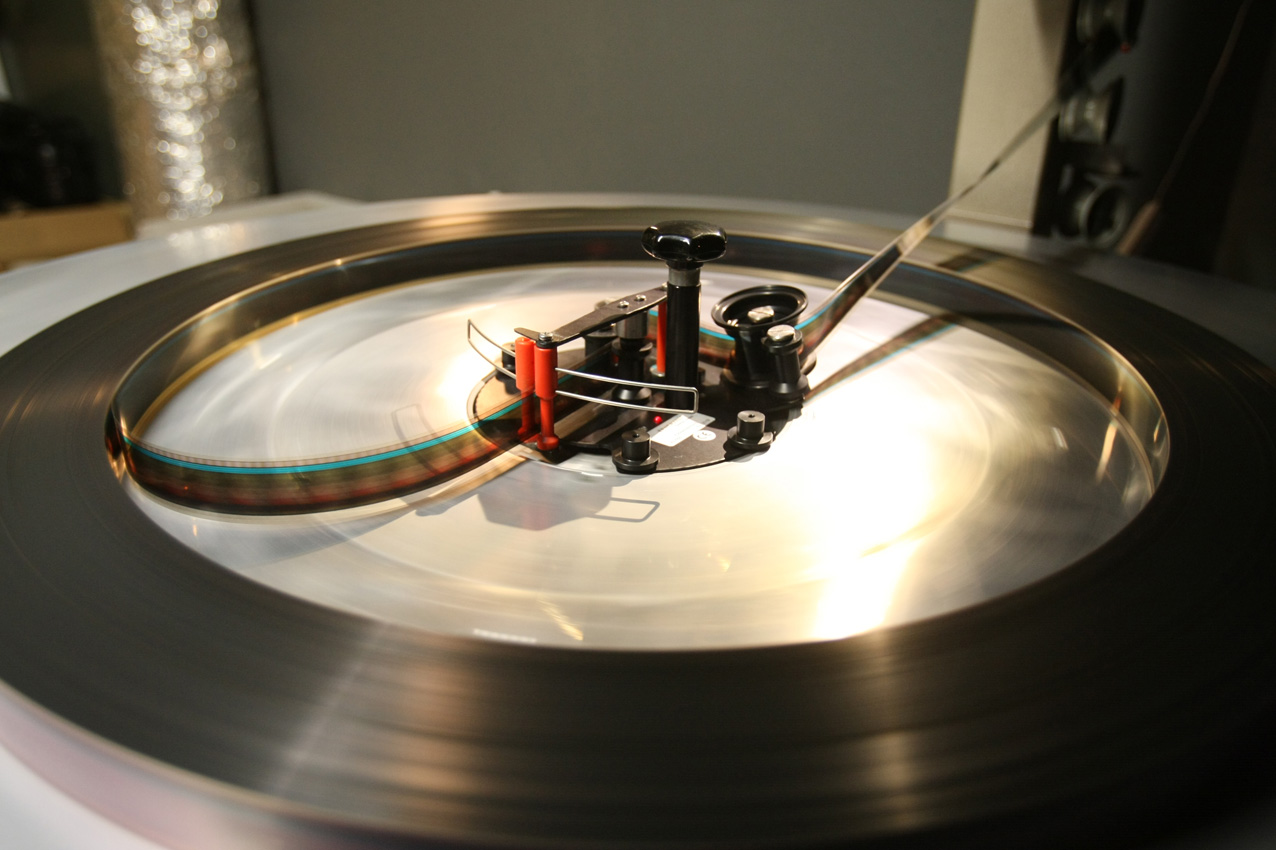
Платтер с рулоном фильма и модулем подачи киноплёнки в центре

Плэ́ттер, пла́ттер (от англ. platter — «диск», «блюдо») — бесперемоточное (подкатное) электронно-управляемое устройство подачи киноплёнки к кинопроектору, состоящее из горизонтальных вращающихся дисков, на каждом из которых может располагаться большой рулон фильмокопии, склеенный из нескольких частей. Использование платтера позволяет отказаться от установки нескольких постов кинопроекции и непрерывно демонстрировать весь фильм без перезарядки одним кинопроектором. За счёт возможности размотки подающего рулона из середины, каждая новая демонстрация фильмокопии не требует её обратной перемотки.

## История
Технологии непрерывного кинопоказа с большого рулона киноплёнки получили развитие во второй половине XX века. Первый горизонтальный платтер ST-200 был создан в 1968 году немецкой компанией Kinoton. При создании бесперемоточных устройств с длиной фильма более 1800 метров наиболее рациональным оказалось горизонтальное расположение рулона, не требующее тугой намотки киноплёнки и предотвращающее его «рассыпание». Горизонтальный рулон может иметь значительные длину и массу без риска повредить киноплёнку и необходимости усложнения механизмов наматывателя и сматывателя. Благодаря этим и другим достоинствам платтеры начали применяться в киноустановках, использующих как стандартную 35-мм киноплёнку, так и в широкоформатных. Этому также способствовало распространение кинопроекторов с ксеноновыми лампами, заменившими традиционную угольную дугу с ограниченным временем непрерывной работы.
В СССР выпускалось бесперемоточное устройство «БУ-600», рассчитанное на непрерывный показ двух частей, склеенных в общий рулон длиной 600 метров. В начале 2000-х годов опытным производством НИКФИ начат выпуск трёхдискового бесперемоточного устройства «УБК» ёмкостью до 7400 метров. За рубежом платтеры производятся компаниями Kinoton (нем.), Christie (англ.), Cinemeccanica, Ernemann и Neumade.

## Принцип действия

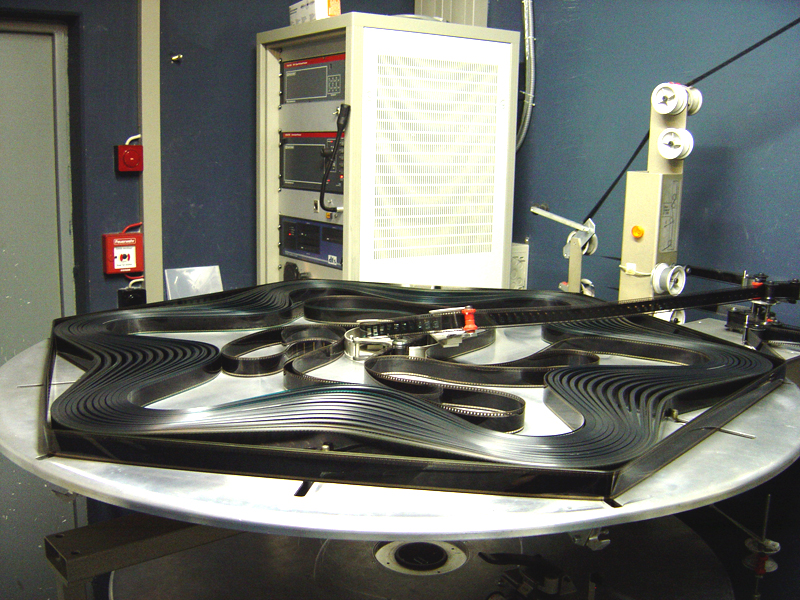
Плэттер со свободным расположением рулона

При зарядке фильмокопии её начало вытягивается из середины рулона и через специальный модуль, управляющий скоростью размотки, и группу роликов поступает в лентопротяжный тракт кинопроектора. После прохождения тракта через другую группу роликов плёнка поступает на соседний диск платтера и наматывается в рулон началом вовнутрь. По окончании показа кинофильм снова готов к демонстрации — из рулона вынимается сердечник, на который наматывался кинофильм и переставляется на свободный диск, а вместо сердечника в середину рулона устанавливается модуль подачи киноплёнки. Таким образом, каждая новая демонстрация фильма перемещает копию с одного диска платтера на другой, и обратно, исключая операцию перемотки. 
В зависимости от количества дисков один платтер может обслуживать до двух кинопроекторов, обеспечивая автоматизированный показ двух разных фильмов из одной аппаратной. Кроме того, возможна работа по технологии «бесконечной петли», когда киноплёнка склеивается в кольцо. Большинство платтеров позволяет заряжать рулоны до 8000 метров длиной, что даёт возможность демонстрировать полнометражные кинофильмы одной частью.
Намотка принимающего рулона производится при помощи электронно-управляемого электродвигателя, что, в отличие от фрикционного наматывателя большинства кинопроекторов, позволяет получать качественную равномерную намотку с регулируемым усилием, увеличивая срок службы фильмокопии.
В комплект платтера, как правило, входит склеечный пресс для склейки киноплёнки, поскольку в кинотеатры фильмокопии поступают в виде стандартных частей по 300 или 600 метров, удобных для транспортировки. Склейка всего фильма в один рулон производится непосредственно на диске платтера, где копия и остается на весь период демонстрации картины. По окончании проката фильмокопия вновь разрезается на стандартные части и укладывается обратно в боксы для отправки в прокатную организацию. Отрезанные при сборке начальные и конечные ракорды каждой части хранятся отдельно и подклеиваются обратно перед транспортировкой.
Современные кинотеатры, работающие по плёночной технологии, оснащают каждый зал одним постом кинопроекции с платтером. При наличии двух кинопроекторов и многодискового платтера в одной аппаратной, появляется возможность одновременной зарядки в разные проекторы двух разных фильмов. В сочетании с централизованным компьютеризированным управлением пуском и остановкой кинопроекторов каждого зала это позволяет достигнуть высокого уровня автоматизации кинопоказа и обслуживать многозальные мультиплексы одним киномехаником.
Недостатками кинопоказа с платтеров считаются сложность увлажнения фильмокопии, длительно хранящейся вне фильмостата, а также повышенные требования к надёжности кинопроектора, не требовавшиеся при наличии двух постов. Кроме того, установка платтеров невозможна в киноаппаратных, не приспособленных для этого специально. В этом случае более удобны вертикальные кассеты с большими рулонами ёмкостью до 5000 метров и автоматической обратной перемоткой.